# 西光
西光（？—1177年6月30日），平安時代後期的官員、僧侶。俗名藤原師光，為後白河法皇的近臣。他是阿波國豪族麻植為光的兒子，後來被中納言藤原家成收為養子。
他是入道信西（藤原通憲）乳母的兒子。因為這層關係，再加上是藤原家成的養子，藤原師光被任命為左衛門尉。平治之亂信西死後出家，法號西光。此後仕於後白河法皇，被稱為法皇的第一近臣。
安元三年（1177年），西光與藤原成親、俊寬、多田行綱等人在鹿谷山莊密謀打倒平家，史稱鹿谷陰謀事件。同年三月，其子藤原師高、藤原師經與比叡山僧眾發生衝突，比叡山僧眾抬著神輿前往京都的皇宮前發起強訴，要求處罰師高和師經。西光向法皇進讒，致使天台座主明雲大僧正被停職流放伊豆國。但途中明雲被僧眾奪回，西光又建議法皇懲罰僧眾。
同年六月，就在僧眾與法皇發生衝突的時候，多田行綱將西光等人密謀推翻平家之事密告平清盛。西光得知後，試圖逃往法皇的法住寺殿避難，途中被平家武士逮捕。平清盛怒責西光出身卑賤做事卑鄙，西光大罵反駁清盛。清盛大怒，將西光嚴刑拷問後斬首於五條西朱雀，並族滅其三族。